# Isidro Romero
Isidro Perfecto Romero Carbo (Riobamba, 22 de abril de 1942) es un empresario, dirigente deportivo y político ecuatoriano.

## Trayectoria

### Dirigencia deportiva
Fue presidente del equipo de fútbol Barcelona Sporting Club en los periodos 1982-1986, 1990-1997 y 2005-2006. Su tiempo en la presidencia del equipo trajo consigo victorias en el campeonato nacional de fútbol en los años 1985, 1987, 1989, 1991, 1995 y 1997, además del vicecampeonato de la Copa Libertadores de América en 1990, hazaña que hasta entonces no había sido alcanzada por ningún equipo de fútbol ecuatoriano.
Fue el mentalizador del Estadio Monumental Isidro Romero Carbo, inaugurado el 28 de mayo de 1988 y bautizado en su honor.

### Política
En el ámbito político fue elegido diputado nacional en representación de la provincia de Guayas en las elecciones legislativas de 1996 por el Partido Social Cristiano. En 2020 fue candidato presidencial para las elecciones generales de 2021, en representación del partido Avanza.

### Empresarial
Como empresario posee inversiones en más de 14 países. En Ecuador ha desarrollado varios planes habitacionales con la participación de la alcaldía de Guayaquil y del gobierno central, además de haber participado en la construcción de los centros comerciales Mall del Sol (junto al Grupo Nobis), Mall del Sur y CityMall. En 2011 adquirió junto a un grupo de empresarios españoles el 98.8% de acciones del equipo Córdoba Club de Fútbol.